# Teijin
La Teijin (帝人株式会社 ,Teijin Kabushiki-gaisha) (Borsa di Tokyo: 3401 ) è una compagnia chimica e farmaceutica giapponese. Opera in cinque principali settori: fibre sintetiche, materie plastiche, farmaceutico, commerciale e al dettaglio, IT e nuovi prodotti.

## Sport
La sezione calcistica del circolo sportivo dello stabilimento di Matsuyama, non più attiva dal 2002, conta dodici presenze nel secondo livello della Japan Soccer League, massima istituzione del campionato giapponese di calcio fino al 1992, nonché dieci partecipazioni alla Coppa dell'Imperatore.